# میگل پالاردو
میگل پالاردو (انگلیسی: Miguel Pallardó؛ زادهٔ ۵ سپتامبر ۱۹۸۶) بازیکن فوتبال اهل اسپانیا است.
از باشگاه‌هایی که در آن بازی کرده‌است می‌توان به باشگاه فوتبال رئال مورسیا، باشگاه فوتبال لوانته، باشگاه فوتبال آلمریا، باشگاه فوتبال هارت آف میدلوتیان، باشگاه فوتبال ختافه، و باشگاه فوتبال والنسیا اشاره کرد.
وی همچنین در تیم‌های ملی فوتبال زیر ۱۷ سال اسپانیا، زیر ۱۹ سال اسپانیا، و زیر ۲۱ سال اسپانیا بازی کرده‌است.